# Pikine

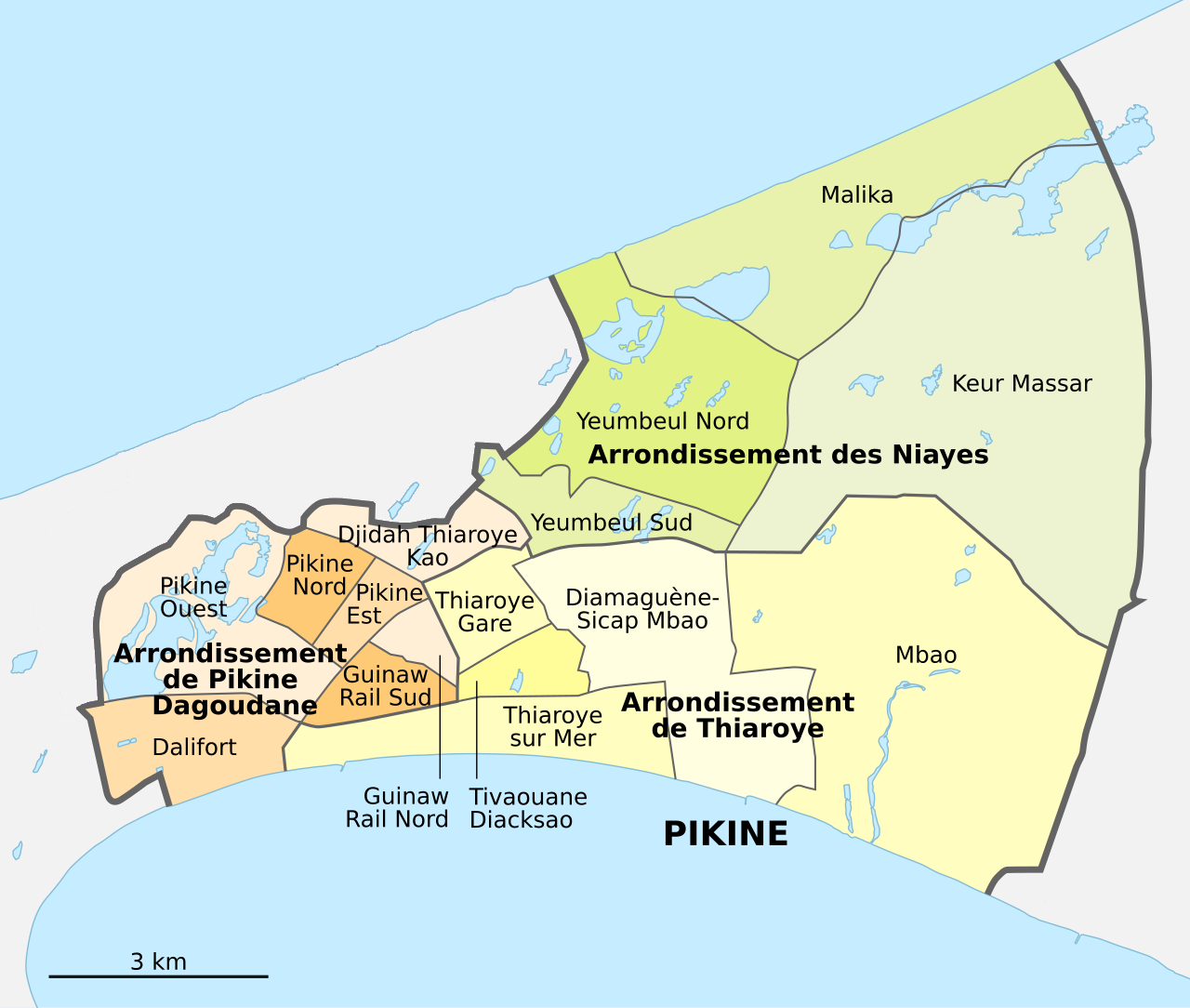
Het departement Pikine met zijn 16 gemeenten

Pikine is een stad en departement in Senegalese regio Dakar.
In 2005 telde Pikine 834.246 inwoners terwijl dit er aan het begin van de jaren 1970 nog maar 140.000 waren.
Pikine ligt op het schiereiland Kaap Verde aan de rand van het stedelijk gebied van Dakar. Pikine is onderverdeeld in 16 gemeenten (communes). De inwoners zijn veelal migranten van het platteland.
Door de ligging en de slechte infrastructuur is de stad kwetsbaar voor overstromingen. Door hevige regenval in 2005 overstroomde een deel van de stad waardoor duizenden inwoners dakloos werden.

## Geboren
- Alioune Kebe (24 november 1984), voetballer
- Pape Abou Cissé (14 september 1995), voetballer
- Amath Ndiaye (16 juli 1996), voetballer
- Bamba Dieng (23 maart 2000), voetballer

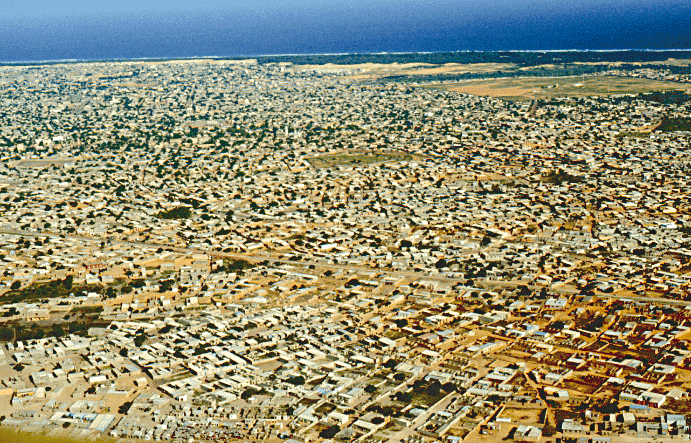
Luchtopname